# گذرگاه

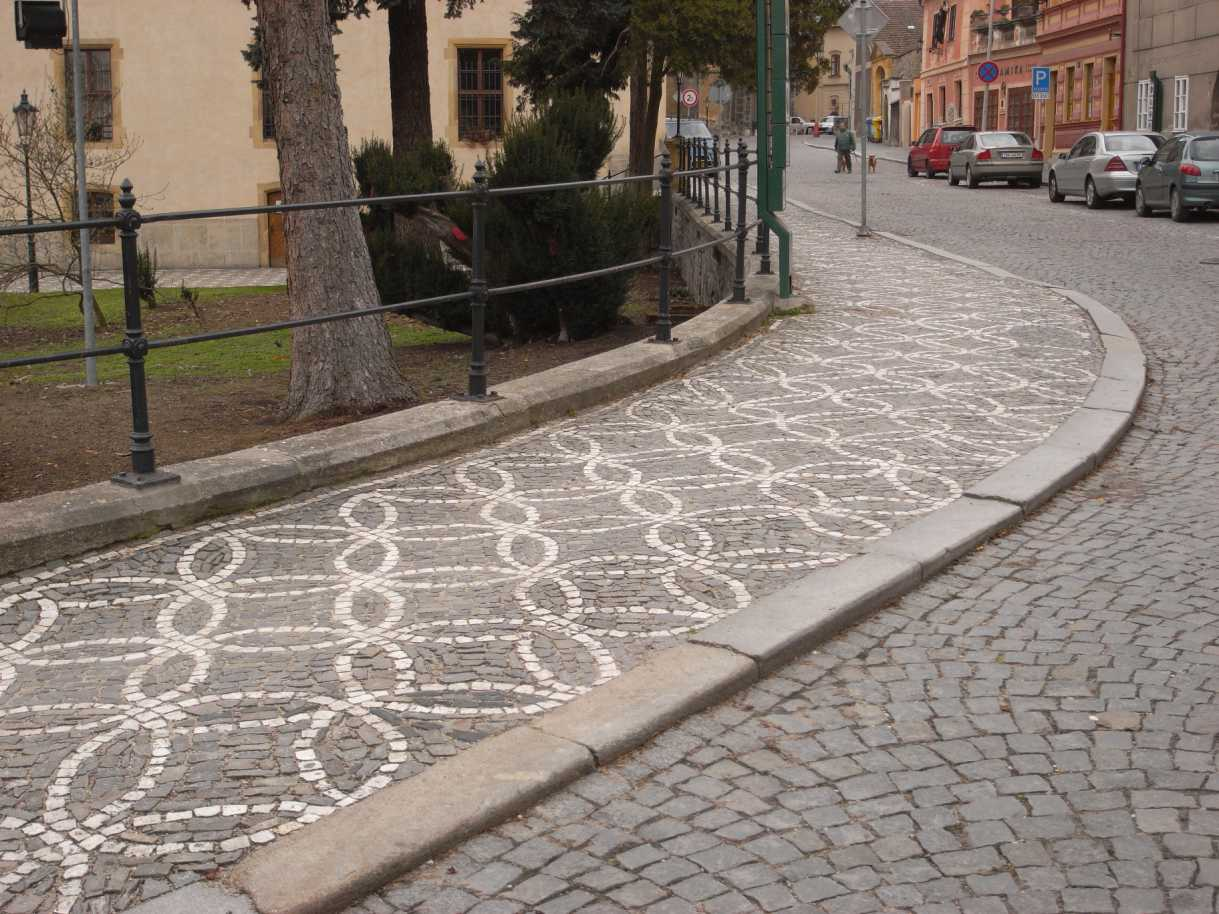
پیاده‌رو شهری نمونه‌ای از معبر پیاده است.

گذرگاه یا معبر (به انگلیسی: Thoroughfare) یک عبارت عام برای توصیف راه یا مسیری است که دو نقطه جغرافیایی یا مکان مختلف را به هم متصل می‌کند.

## انواع گذرگاه

### گذرگاه عابر پیاده
- پیاده‌راه
- پیاده‌رو: مسیر ویژه عابرین پیاده که به موازات سواره رو در یک خیابان ساخته می‌شود.
- کوچه: برخی کوچه‌های باریک تنها امکان تردد عابرین پیاده را دارند.
- بن‌بست: همانند کوچه‌های باریک، بن‌بست‌های کوتاه و باریک نیز ممکن است فقط برای عبور و مرور عابرین پیاده طراحی شده باشند.
- راه پله: چه در سطح کوچه‌ها و چه در ساختمانها، پلکان و راه پله عموماً فقط امکان تردد افراد پیاده را می‌دهد.
- پل عابر پیاده

### گذرگاه سواره غیر موتوری
- پیست دوچرخه سواری
- مسیر دوچرخه سواری

### گذرگاه موتوری
- خیابان
- بزرگراه
- آزادراه
- جاده

### گذرگاه‌های آبی
- تنگه (دریا)